# 吳蘭修

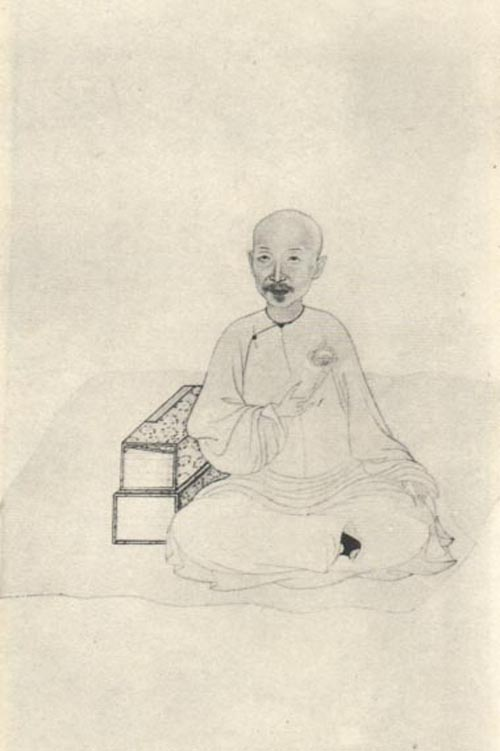
《清代學者象傳》第一集之吳蘭修像

吳蘭修（1789年—1839年），字石華，廣東省梅州市梅縣鬆口鎮下坪闕里村人。清朝學者，對南漢史學造詣尤深。

## 生平
吳蘭修少年勤學，嘉慶十三年（1808年）鄉試中舉。曾任廣東信宜縣儒學訓導，後在廣州粵秀書院講學。阮元任兩廣總督時，將廣州羊城、越華、端溪等四大書院門生集中於「學海堂」，演習經史，并任命吳蘭修為「學海堂」首任學長。
吳蘭修精通經學、文史，工詩詞。道光年間曾纂修廣東《封川縣志》，還曾充《廣東通志》總校勘。吳蘭修最為突出的成就，是五代十國之南漢史的研究。清代，南漢劉氏錄已佚，吳蘭修為填補這一空白，矢志為南漢撰寫史書。他廣徵博采，竭十年之功，寫成《南漢紀》五卷，又撰《南漢地理志》、《南漢金石志》及《考定南漢事略》等。此外，還有《石華文集》、《荔春吟草》、《端溪硯史》、《宋史地理志補正》以及數學著作《方程考》等傳世。